# Alkuin Stillhart
Alkuin Stillhart, Geburtsname Josef Albert Stillhart, (* 10. April 1918 in Bazenheid; † 12. Dezember 2004 in Schwyz) war ein Schweizer Kirchenrechtler des Kapuzinerordens.

## Leben
Josef Albert Stillhart wurde in Bazenheid im Kanton St. Gallen geboren, wo er auch aufwuchs. Nach der Matura an der Stiftsschule Einsiedeln trat er 1938 dem Orden der Kapuziner bei, wo er den Ordensnamen Alkuin annahm. Am 4. Juli 1943 wurde er zum Priester geweiht. Nach einem Studium des Kirchenrechts wurde er 1951 an der Universität Freiburg (Schweiz) mit der Dissertation Die Rechtspersönlichkeit der klösterlichen Verbandsformen nach kanonischem und schweizerischem Recht zum Doktor beider Rechte promoviert. Von 1947 bis 1975 unterrichtete Alkuin Stillhart als Lektor für Kirchenrecht an der theologischen Fakultät des Kapuzinerklosters Solothurn. Von 1969 bis 1973 war er Guardian des Klosters, danach bis 1979 Provinzial der Schweizer Kapuziner. Seit 1982 war Stillhart am Kapuzinerkloster Wil in seinem Heimatkanton St. Gallen tätig, sechs Jahre als Klostervikar und elf als Seelsorger. Aufgrund von Altersbeschwerden wechselte er 1999 in das Pflegeheim des Kapuzinerklosters Schwyz, wo er 2004 starb. Alkuin Stillhart ist in Wil begraben.

## Wirken
Das Wirken von Alkuin Stillhart wurde vom Zweiten Vatikanischen Konzil geprägt. In einem Nachruf schrieb der damalige Kapuziner-Provinzial Thomas Egger, dass Stillhart „früher in seiner Haltung eher eng und kleinlich sein konnte“, aber der „neue Wind“ des Konzils sich ihm eingehaucht habe. So sensibilisierte er nach dem Historischen Lexikon der Schweiz „die Kapuzinerprovinz für die Ziele des 2. Vatikan. Konzils“. Stillhart war am Ehegericht des Bistums Basel als Ehebandverteidiger tätig. In seiner Beschäftigung mit dem Kirchenrecht sei Stillhart jedoch „nicht dem Buchstaben des Gesetzes verfallen“, so Egger in seinem Nachruf.